# Bulevardul I.L.Caragiale din Constanța
Bulevardul I.L.Caragiale este un bulevard din Constanța. Poartă numele scriitorului român Ion Luca Caragiale și este prelungirea Bulevardului I.Gh.Duca. Se întinde de la Casa de Cultură până în cartierul I.C.Brătianu.